# Hospital Universitario de Toledo
El Hospital Universitario de Toledo (HUT) es un centro hospitalario público ubicado en la ciudad española de Toledo. Da servicio, como parte del Complejo Hospitalario Universitario de Toledo, al área sanitaria de Toledo, cubriendo 116 municipios y casi 500 000 habitantes.

## Descripción
El hospital se levanta sobre una parcela de 1 km de longitud del distrito Santa María de Benquerencia (conocido como El Polígono de Toledo). Con una superficie de 246 964 m², y equipado con 853 camas, 250 locales de consultas externas y gabinetes de exploración y 25 quirófanos, es considerado el hospital más grande de Europa.
Cuenta con siete edificios que se distribuyen en torno a una calle central, que funciona como un espacio público y que conecta todos los servicios hospitalarios. Los distintos edificios albergan las plantas de hospitalización, los gabinetes y hospitales de día, las consultas, el bloque quirúrgico, el área de urgencias, área de diagnóstico por imagen o bloque Obstétrico, entre otras instalaciones sanitarias.
La apertura del Hospital Universitario de Toledo conllevó la ampliación de la cartera de servicios. De esta manera, se incorporaron tres nuevas especialidades: Oncología Radioterápica, Radiofísica Hospitalaria y Medicina Nuclear.

## Historia
En 2015, Árgola Arquitectos fue contratado para redactar el proyecto de ejecución, del nuevo Hospital Universitario de Toledo, debido a su experiencia en arquitectura sanitaria. En 2017 fue nuevamente contratado para realizar la Dirección facultativa de las obras. Este hospital, situado en una parcela de 350.888m², se proyectó para albergar 655 camas y una amplia variedad de unidades médicas y servicios, desde áreas ambulatorias hasta soporte logístico y personal. Con una superficie total de recinto hospitalario de 223.266,09m², el Nuevo Hospital de Toledo es una instalación de vanguardia en el ámbito sanitario, adaptada para satisfacer las necesidades de la población de la región.
El Hospital Universitario de Toledo fue inaugurado por el Rey Felipe VI el 16 de noviembre de 2020 y quince días más tarde comenzó a recibir sus primeros pacientes.
Puedes encontrarlo https://www.instagram.com/huniversitariotoledo